# Arunasz
Arunasz (𒀀𒊒𒈾𒀸 hettita [d]a-ru-na-aš, normalizált alakja Arunāš) a hettita és hurri mitológia tengeristene vagy maga a megszemélyesített tenger. A bizonytalanság abból ered, hogy a neve elé általában nem írták ki az istenre utaló determinatívumot (dingir 𒀭), viszont a Hedammu-mítoszban, az Ullikummi-történetben és a Telipinusz és a Tengeristen leánya című eposzban isteni szerepkörben tűnik fel az elmaradó jelző ellenére. Egyes töredékek alapján Kamruszepa fiának tartják.
A hurrik és hettiták is szárazföldi népek voltak, a tengerrel nem nagyon kerültek kapcsolatba, így a tengert jelképező istenség mitológiája kiforratlan, bizonytalan. A mítoszok többségében nincs szerepe, a néhány említése alkalmával is másodlagos. Ez alól talán a Telipinusz-legendakörbe tartozó fentebb említett rege kivétel, de még itt sem karakterisztikus és sokféle értelmezése lehetséges.
Nevének eredete vitatott, legtöbbször felszínes hasonlóságokra alapozott, mint az indoeurópai mori (= tenger), a görög μόρυχος (Morükhosz, a Fekete-tenger eredeti görög neve, bár ez esetben a reláció fordított is lehet) vagy Arinna város neve. De szóba került hurri közvetítéssel a szanszkrit Aruna is.